# Beat Wabel
Beat Wabel (né le 23 mai 1967 à Wetzikon) est un coureur cycliste suisse. Professionnel de 1991 à 2005 et spécialiste du cyclo-cross, il a été champion du monde junior de cette discipline en 1985 et cinq fois champion de Suisse. Il a également couru en cross-country (VTT). Il y a décroché la médaille de bronze lors des championnats d'Europe de 1997, et a remporté une manche de la Coupe du monde de 1993.
Il est le frère d'Yvonne Schnorf-Wabel.

## Palmarès en cyclo-cross
| Saison / Compétition | Championnat du monde | Coupe du monde | Superprestige | Championnat de Suisse |
| 1983/1984 (jun.)     | 10e                  |                |               |                       |
| 1984/1985 (jun.)     | Or                   |                |               |                       |
| 1988/1989 (am.)      | 6e                   |                |               |                       |
| 1989/1990 (am.)      |                      |                |               |                       |
| 1990/1991 (am.)      | 8e                   |                |               |                       |
| 1991/1992            | 4e                   |                |               | 1er                   |
| 1992/1993            | 7e                   |                | 8e            |                       |
| 1993/1994            |                      | 7e             | 8e            |                       |
| 1994/1995            | 3e                   | 10e            |               | 2e                    |
| 1995/1996            | 10e                  | 3e             |               | 2e                    |
| 1996/1997            | 8e                   |                |               | 3e                    |
| 1997/1998            | 10e                  |                |               | 1er                   |
| 1998/1999            | 20e                  |                |               | 2e                    |
| 1999/2000            | 15e                  |                |               | 1er                   |
| 2000/2001            |                      |                |               | 1er                   |
| 2001/2002            | 14e                  |                |               | 3e                    |
| 2002/2003            |                      |                |               | 1er                   |
| 2003/2004            |                      |                |               | 8e                    |
| 2004/2005            |                      |                |               | 9e                    |

## Palmarès en VTT

### Jeux olympiques
- Atlanta 1996
  - 14e du cross-country

### Coupe du monde
- Coupe du monde de cross-country
  - 1993 : vainqueur de la manche de Vail

### Championnats d'Europe
- Silkeborg 1997
  -  Médaillé de bronze du cross-country

### Championnats de Suisse
- 1997
  - 2e du championnat de Suisse de cross-country
- 1998
  - 3e du championnat de Suisse de cross-country